# Mała Kłoda
Mała Kłoda – nieoficjalny przysiółek wsi Kłoda,  w gminie Kurów, powiecie puławskim, województwie lubelskim.
W latach 1975–1998 miejscowość administracyjnie należała do ówczesnego województwa lubelskiego.
Wierni Kościoła rzymskokatolickiego należą do parafii Narodzenia Najświętszej Maryi Panny i św. Michała Archanioła w Kurowie.